# Der Tod des Dichters Pietro Aretino
Der Tod des Dichters Pietro Aretino ist ein Gemälde des deutschen Malers Anselm Feuerbach. Das 1854 gefertigte Werk mit den Maßen 2,67 × 1,76 Meter befindet sich heute als Depositum der Gottfried Keller-Stiftung im Kunstmuseum Basel.

## Hintergrund
Seit Herbst 1853 beschäftigte sich Feuerbach mit der Idee zu diesem Bild. Aus vorangegangenen Studien und Skizzen lässt sich die Entwicklung der Idee hin zu ihrer Ausführung erschließen.
Am Gemälde selbst arbeitete Feuerbach von August bis November 1854 in seinem Atelier in Karlsruhe. Am 9. Oktober schrieb er in einem Brief an seine Stiefmutter Henriette: „Frommel und er (gemeint ist Johann Wilhelm Schirmer) sahen den Aretin, Schirmer beschämte Frommel in Gegenwart meines Bildes, er behandelte mich als Meister und bot mir eine Professorenstelle an... Am Aretin habe ich mit der größten Anstrengung und Erfolg gearbeitet, und ich kann jetzt sagen mit der Hand auf dem Herz, daß dieses Bild mir meinen Namen feststellen wird.“ Nach der Fertigstellung hoffte Feuerbach, der Prinzregent werde das Bild für seine Gemäldesammlung erwerben. Am 28. Dezember schreibt er in einem Brief: „Dieser Tage kommt die Kommission zusammen, und ich habe sehr große Hoffnung. Prinz Karl war mit dem Regenten da und sagte: ‚Das Bild müssen wir haben.’“ Im Januar 1855 lehnte die Ankaufskommission des Regenten das Bild ab. Ernüchtert schreibt Feuerbach am 1. Februar: „Der Regent ist eben ein Kind in Kunstsachen.“

## Das Gemälde
Die markanteste Eigenschaft des Gemäldes ist seine Dynamik, die „die Gefahr dionysischen Überschwanges birgt“ (Herbert von Einem). Verschiedene Bewegungsrichtungen und retardierende Elemente finden in der spiralförmigen Szene in der Bildmitte einen rhythmischen Zusammenhang. Die Einleitung zur Komposition und Handlung gibt die mittlere Dame, die sich stark beleuchtet über den Tisch dem stürzenden Dichter zuneigt.
Es verdutzt, dass keine der Figuren angesichts des tödlichen Sturzes Betroffenheit oder Entsetzen zeigt. Lediglich die verkrampfte Haltung des Mannes zur Linken des Gestürzten und das Zurückweichen der Frau zur Rechten deuten Anteilnahme an. Darum wird das Bild weniger als historische Inszenierung angesehen, als vielmehr als Versuch einer Weltdeutung, bei der die Motive der Vanitas und des Memento mori eine Rolle spielen. Das umgestürzte Weinglas verstärkt diesen Eindruck. Der Kunsthistoriker Jürgen Ecker betont, dass sich Feuerbach während seiner Studienjahre in Düsseldorf, München, Antwerpen und Paris zumindest theoretisch mit der Thematik des Memento mori beschäftigt habe. Der Kunsthistoriker Jörn Bahns dagegen sieht in dem Gemälde ein Nebeneinander von historischem Sittenbild und Weltdeutung.
Die monumentale Bildform wählte Feuerbach nach Eckers Meinung zu dem Zweck, den Eindruck des Wertes dieses dargestellten Ereignisses zu steigern. Dieses Mittel wandte Feuerbach auch bei anderen Werken mit tragischen Momenten an.